# Plesna, Șepetivka
Plesna (în ucraineană Плесна) este localitatea de reședință a comunei Plesna din raionul Șepetivka, regiunea Hmelnîțkîi, Ucraina.

## Demografie
Componența lingvistică a localității Plesna
     Ucraineană (98,14%)
     Rusă (1,39%)
     Alte limbi (0,28%)
Conform recensământului din 2001, majoritatea populației localității Plesna era vorbitoare de ucraineană (98,14%), existând în minoritate și vorbitori de rusă (1,39%).